# ジュゼッペ・デュトイ
ジュゼッペ・デュトイ（Giuseppe du Toit、1995年7月29日 - ）は、メジャーリーグラグビー、トロント・アローズに所属するラグビー選手。

## プロフィール
- カナダ・ブリティッシュコロンビア州メイプルリッジ出身[1]。
- ポジションはセンター(CTB)。
- 身長 183cm、体重 98kg
- U20カナダ代表に選ばれたことがある[2]。
- カナダ代表キャップは14（2021年2月現在）でラグビーワールドカップ2019のカナダ代表に選ばれた[3]。

## 略歴
BCベアーズを経て、2019年、トロント・アローズに加入。 